# Белтон, Кэтрин
Кэтрин Белтон (англ. Catherine Belton; род. 1973) — британская журналистка и писательница. С 2007 по 2013 год была московским корреспондентом Financial Times. Книга Белтон Putin’s People: How the KGB Took Back Russia and Then Turned on the West, опубликованная в 2020 году, вошла в списки книг года по версии The Economist, Financial Times, New Statesman и The Telegraph. Книга стала предметом пяти судебных исков, поданных российскими миллиардерами и корпорацией «Роснефть». В 2022 эстонское издательство KAVA выпустило книгу на русском языке «Люди Путина. О том, как КГБ вернулся в Россию, а затем двинулся на Запад».

## Карьера
С 2007 по 2013 год Белтон работала корреспондентом газеты Financial Times в Москве; ранее писала о текущих событиях в России для The Moscow Times и Business Week. В 2009 году была включена шорт-лист премии «Деловой журналист года», присуждаемой британской ассоциацией журналистов и издателей The Press Awards. Работает корреспондентом Reuters в Лондоне.

## «Люди Путина»
В апреле 2020 года британское издательство HarperCollins выпустило книгу Белтон Putin’s People: How the KGB Took Back Russia and Then Took On the West. Книга рассказывает о том, как В. В. Путин пришёл к власти, и влиянии, которое Кремль оказывает на Запад.
Корреспондент газеты The Guardian Люк Хардинг назвал книгу «самым замечательным на данный момент рассказом о превращении Путина из рядового сотрудника КГБ в провокатора на ненавистном [для него] Западе. … Это превосходная книга. Её единственный недостаток — это опора на осведомлённые, но анонимные источники».
Влиятельный британский журнал The Economist включил книгу в список года в категории «Политика и текущие события». Издание считает, что книга «является наиболее близким описанием реальных событий. Она основана на обширных интервью и архивных расследованиях». Книга также вошла в список года Financial Times в 2020 году.
В марте 2021 года российский миллиардер Роман Абрамович подал в британский суд иск за клевету против Белтон и издательства HarperCollins. Белтон, в частности, утверждает со ссылкой на бывшего российского банкира Сергея Пугачёва, что Абрамович приобрёл футбольный клуб «Челси» по указанию Путина.
Иски против HarperCollins также подали российские бизнесмены Михаил Фридман, Пётр Авен и Шалва Чигиринский, а также корпорация «Роснефть».
Юрист и британский адвокат Хью Томлинсон, защищающий интересы истцов, считает, что «книга пытается казаться серьёзным исследованием новейшей истории, но, к несчастью, является сборником вторичных ошибочных суждений».
После смерти Навального в колонии писательница выложила книгу на русском языке в открытый доступ.

## Награды
В 2021 году стала лауреатом премии имени Сергея Магнитского за выдающиеся журналистские расследования (Magnitsky Award for Outstanding Investigative Journalist). По мнению Билла Браудера:

[Кэтрин Белтон] разоблачила преступления путинского режима, как никто не делал ранее.
Оригинальный текст (англ.)She has exposed the crimes of the Putin regime in ways that nobody has ever done before.

### Комментарии
1. ↑  Примерный перевод названия: «Люди Путина. Как КГБ вернул себе Россию и перешёл в наступление на Запад»
2. ↑  В июне того же года книга вышла также в издательстве Macmillan
3. ↑  Премия имени Сергея Магнитского за смелость вручается журналистам, политикам и правозащитникам. Учреждена в 2015 году.